# جنگ صلیبی ۱۱۲۹
جنگ صلیبی ۱۱۲۹ (انگلیسی: Crusade of 1129) یا جنگ صلیبی دمشق، لشکرکشی پادشاهی اورشلیم با همراهی سایر دولت‌های صلیبی و متحدان غربی‌اش علیه اتابکان دمشق بود. 
نخستین خصومت و برخورد میان صلیبیون و خاندان بوری، اتابکان شهر دمشق، در نخستین یورش‌های سال ۱۱۲۵ میلادی شکل گرفت و منتهی به نبرد مرج‌الصفر در سال ۱۱۲۶ شد که در آن صلیبیون با وجود شکست‌دادن ارتش بوریان در میدان نبرد، موفق به فتح شهر دمشق نشدند. در سال ۱۱۲۹، صلیبیون بار دیگر برای تصرف شهر اقدام کردند و در نزدیکی پل چوبی (جسر الخشب) در داریا در جنوب‌غربی شهر مستقر شدند، اما محاصره شهر ناموفق بود و پس از لشکرکشی به سمت جنوب، در نزدیکی حوران شکست خوردند. علاوه بر آن ارتش صلیبی به دلایل جوی همچون تندباد و رعدوبرق دیگر نتوانست به پیشروی خود در منطقه ادامه دهد و سرانجام به اورشلیم بازگشت. با این حال میکائیل سریانی با استناد به وقایع‌نامه باسیل بر شومنا، بیان داشته که بوریان در ازای عقب‌نشینی صلیبیون از دمشق، علاوه بر ۲۰ هزار دینار غرامت جنگ، باید سالیانه به پادشاهی اورشلیم خراج می دادند. با وجود اینکه صلیبیون در فتح دمشق ناکام ماندند اما در زمان عقب‌نشینی توانستند بانیاس را به قلمروی پادشاهی اورشلیم ضمیمه کنند.